# Болівар (штат)
Болівар (ісп. Bolívar) — штат на південному сході Венесуели.
Площа 238 000 км². Населення — 1 534 800 чоловік (2007).
Адміністративний центр — місто Сьюдад-Болівар.
| Венесуела | Це незавершена стаття з географії Венесуели. Ви можете допомогти проєкту, виправивши або дописавши її. |